# Grace Lee Boggs

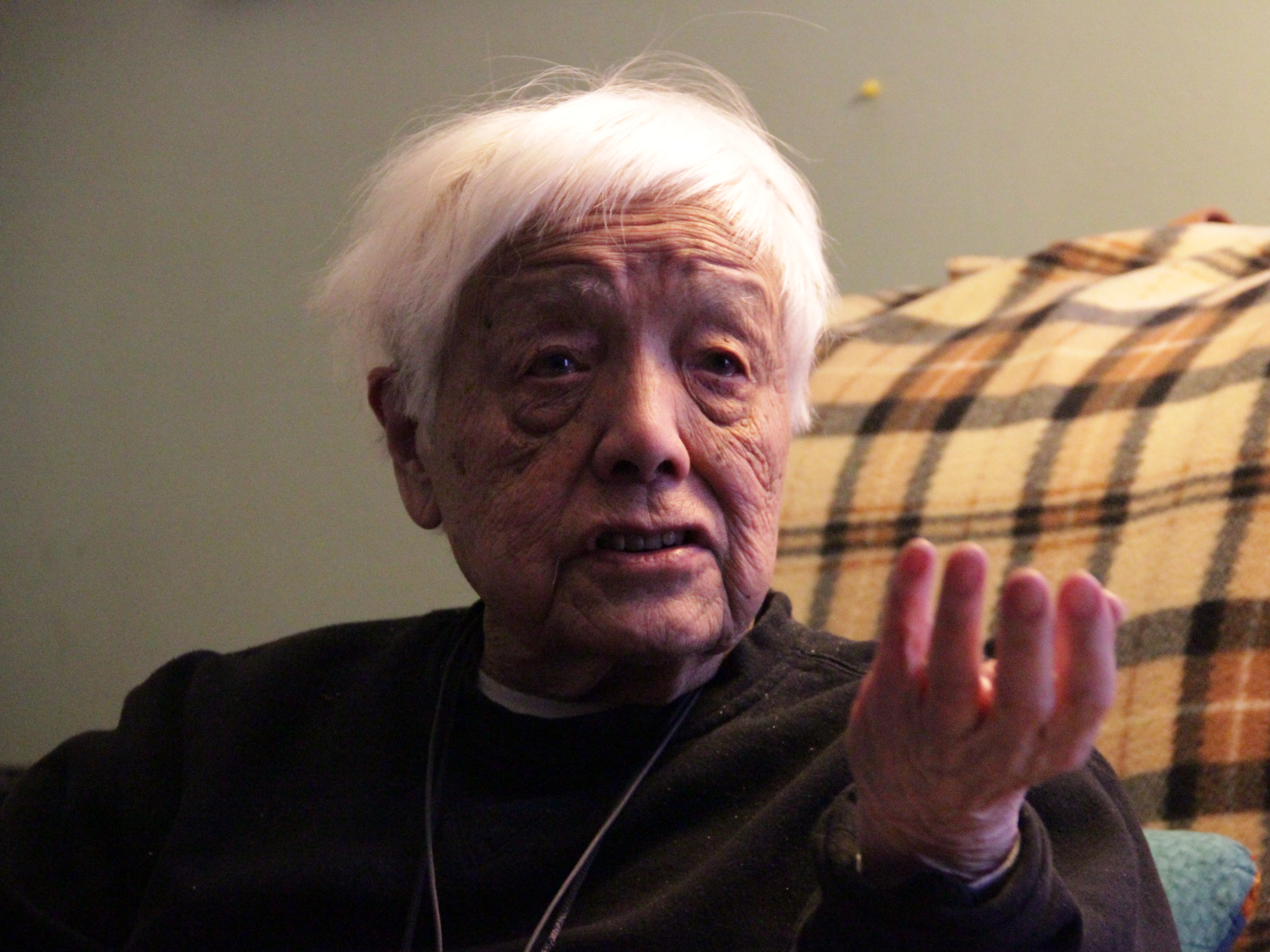
Grace Lee Boggs (2012)

Grace Lee Boggs (Providence (Rhode Island), 27 juni 1915 – Detroit (Michigan), 5 oktober 2015) was een Amerikaans politiek activiste en schrijfster.

## Biografie
Boggs werd geboren in 1915 als  Grace Chin Lee. Haar ouders waren van Chinese komaf. Boggs studeerde filosofie. Na haar studies ontmoette ze activisten zoals Richard Wright en Katherine Dunham. Ze sloot zich aan bij een trotskistische politieke partij. Ze vertaalde ook grote delen van de Parijse manuscripten van Karl Marx naar het Engels. In 1953 huwde ze met de Afro-Amerikaan James Boggs. In de jaren 60 schreef ze een aantal boeken, geïnspireerd op haar politieke ideeën, zoals Revolution and Evolution in the Twentieth Century. 
In 2007 werd ze geëerd met een ereplaquette in de National Women’s Hall of Fame in Seneca Falls.
In 1993 overleed haar echtgenoot. Zelf overleed Boggs in 2015 op 100-jarige leeftijd.
- Bibsys: 11025111
- Biblioteca Nacional de España: XX6424917
- Bibliothèque nationale de France: cb165797937 (data)
- CiNii: DA0128189X
- Gemeinsame Normdatei: 1026134072
- International Standard Name Identifier: 0000 0000 2755 0951
- Library of Congress Control Number: n87122677
- MusicBrainz: 0f05f8e4-aaf4-45c0-973c-c834c8151b00
- Nationale Bibliotheek van Tsjechië: ola2017948988
- Nationale Bibliotheek van Israël: 987007434345105171
- Nederlandse Thesaurus van Auteursnamen: 070464529
- SNAC: w6bp0rx1
- Système universitaire de documentation: 069918805
- Virtual International Authority File: 67976526
- WorldCat: E39PBJmDgWvRMpTBh4B4vQbjmd